# Gulgrå sparv
Gulgrå sparv (Emberiza cineracea) är en fågel i familjen fältsparvar inom ordningen tättingar som förekommer i västra Asien och in i sydostligaste Europa. Den är en mycket sällsynt gäst i övriga Europa, med ett fynd i Danmark och ett i Sverige. Arten är fåtalig och minskar i antal, varför IUCN anser den vara nära hotad.

## Utseende och läte

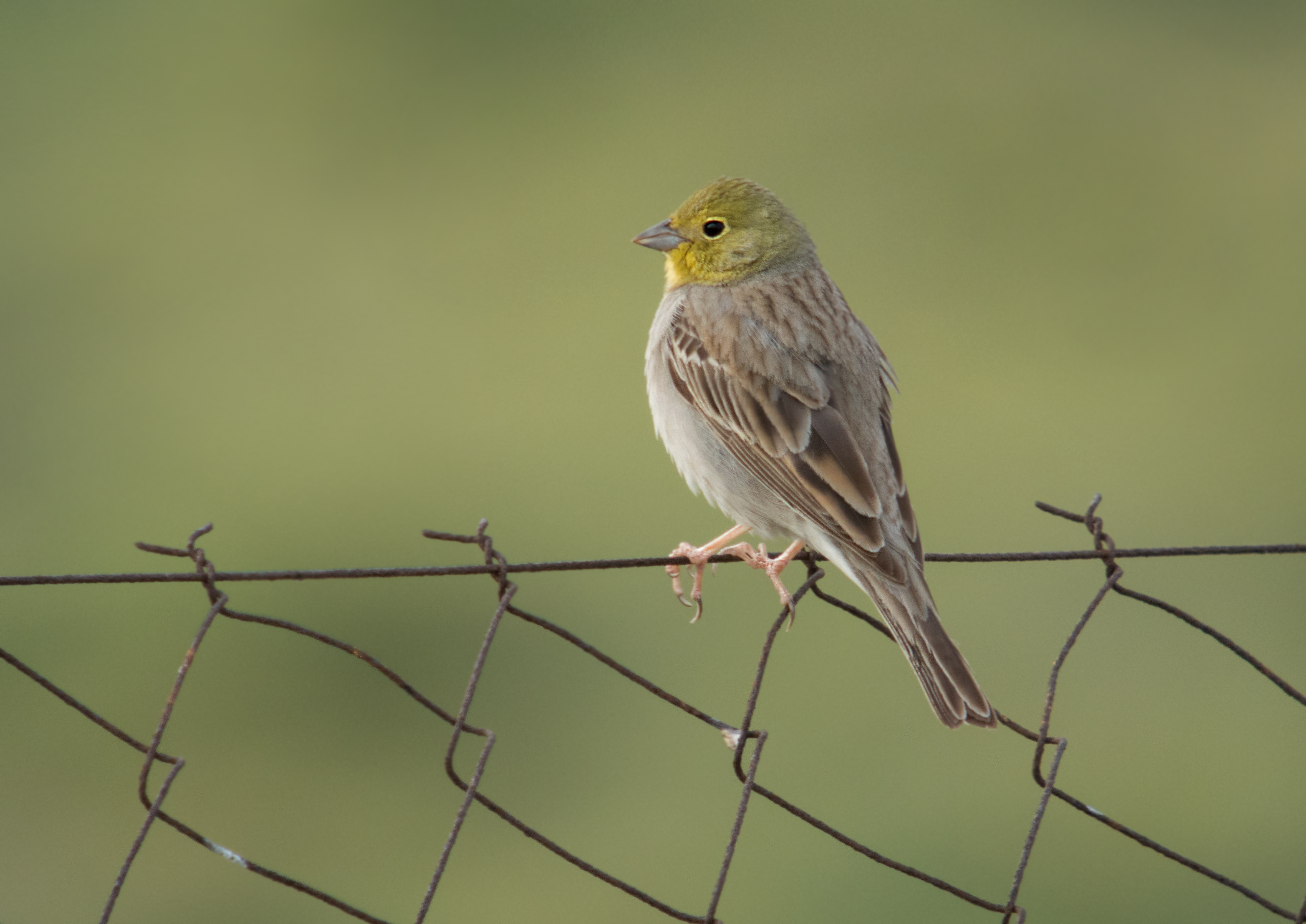
Nominatformen fotograferad på grekiska ön Lesbos.

Gulgrå sparv är en stor och slank fältsparv som mäter 16–17 cm. Den har en lång stjärt med vita hörn. Den är mindre streckad än många andra arter inom familjen och har en kraftig ljus näbb. Ryggen är gråbrunaktig med otydliga mörka streck och vingarna har en mer brunaktig ton. Till skillnad från den i övrigt relativt lika honan av svarthuvad sparv har den vita hörn på stjärten.
Den adulta hanen har ett mörkgult huvud med ett kraftigare gult submustaschstreck, strupe och orbitalring. Nominatformen har grå undersida medan den östliga underarten E. c. semenowi har gulaktig undersida. Den adulta honan är brunaktigt grå på ovansidan med en vitaktig strupe och gultaktigt submustaschstreck. Juvenilen har ljus buk och streckat bröst.
Dess lockläte är ett hårt tschrip, och sången ett raspigt zru- zru-zru-zru.

## Utbredning och systematik
Arten beskrevs taxonomiskt 1855 av Christian Ludwig Brehm under sitt nuvarande vetenskapliga namn Emberiza cineracea. Den är närmast släkt med artparet ortolansparv (Emberiza hortulana) och rostsparv (E. caesia), med bergortolan (E. buchanani) systerart till dessa tre.
Gulgrå sparv delas in i två underarter med följande utbredning:
- Emberiza cineracea cineracea ("västlig") – förekommer på de grekiska öarna Lesbos, Chios och Skyros och i västra och södra Turkiet
- Emberiza cineracea semenowi ("östlig") – häckar i östra Turkiet och Zagrosbergen i sydvästra Iran; övervintrar i ett område runt södra Röda havet i Jemen, Sudan och Eritrea

Under flyttningen ses den i Mellanöstern och i östra Egypten, nominatformen främst i Levanten (sällsynt på Cypern och semenowi främst på Arabiska halvön.
17–19 maj 2019 observerades en hane av underarten semenowi vid Hoburgen på Gotland. Ett fynd har även gjorts i Danmark, 28 maj 2005 samt i Tyskland.

## Ekologi
Gulgrå sparv häckar i torra steniga bergssluttningar. Den lever som andra arter inom familjen övervägande av frön men tar även insekter, speciellt när den matar sina ungar. Den lägger vanligtvis tre ägg per kull.

## Status och hot
Gulgrå sparv har en rätt liten värdspopulation bestående av uppskattningsvis endast 7 000–12 600 vuxna individer. Den tros också minska i antal på grund av habitatförstörelse. IUCN kategoriserar därför arten som nära hotad.

## Namn
Gulgrå sparvens vetenskapliga artnamn cineracea betyder "askgrå", efter latinets cinis eller cineris för "aska".